# Осалай
Осала́й (укр. Осалай, крымскотат. Osalay, Осалай) — исчезнувшее село в Сакском районе Республики Крым (согласно административно-территориальному делению Украины — Автономной Республики Крым), располагавшийся в центре района, в степной зоне Крыма, в балке Листовская (впадающей с востока в озеро Сасык), примерно в 1,5 км севернее современного села Журавли.

## История
Первое документальное упоминание села встречается в Камеральном Описании Крыма… 1784 года, судя по которому, в последний период Крымского ханства Орджан входил в Каракуртский кадылык Бахчисарайского каймаканства.
После присоединения Крыма к России (8) 19 апреля 1783 года, (8) 19 февраля 1784 года, именным указом Екатерины II сенату, на территории бывшего Крымского Ханства была образована Таврическая область и деревня была приписана к Евпаторийскому уезду. После Павловских реформ, с 1796 по 1802 год, входила в Акмечетский уезд Новороссийской губернии. По новому административному делению, после создания 8 (20) октября 1802 года Таврической губернии, Осалай был включён в состав Урчукской волости Евпаторийского уезда.
По Ведомости о волостях и селениях, в Евпаторийском уезде с показанием числа дворов и душ… от 19 апреля 1806 года в деревне Осалай числилось 6 дворов, 43 крымских татарина и 1 ясыр. На военно-топографической карте генерал-майора Мухина 1817 года деревня деревня обозначена с 5 дворами. После реформы волостного деления 1829 года Осалай, согласно «Ведомости о казённых волостях Таврической губернии 1829 г» остался в составе Урчукской волости. На карте 1836 года в деревне 7 дворов, а на карте 1842 года деревня Осалай обозначена условным знаком «малая деревня», то есть, менее 5 дворов.
В 1860-х годах, после земской реформы Александра II, деревню приписали к Абузларской волости.
Согласно «Памятной книжке Таврической губернии за 1867 год», деревня Осалай была покинута жителями в 1860—1864 годах, в результате эмиграции крымских татар, особенно массовой после Крымской войны 1853—1856 годов, в Турцию и лежала в развалинах. Вновь заселяется деревня к концу века: по «…Памятной книжке Таврической губернии на 1892 год», в Осалае, входившем в Биюк-Барашский участок, числился 31 житель в 6 домохозяйствах.
После земской реформы 1890-х годов Осалай отнесли к Сакской волости, но он вскоре вновь был покинута и в «…Памятной книжке Таврической губернии на 1900 год» деревня значится разорённой. В дальнейшем в доступных источниках не встречается.